# طائر نوء أسود البطن
طائر نوء أسود البطن (الاسم العلمي:   Fregetta  tropica) (بالإنجليزية: Black-bellied  Storm  Petrel)‏ هو طائر ينتمي إلى طيور النوء (فصيلة: Hydrobatidae).